# Square Victorien-Sardou
Ne doit pas être confondu avec Rue Victorien-Sardou (Paris) ou Villa Victorien-Sardou.
Le square Victorien-Sardou est une voie du 16e arrondissement de Paris, en France.

## Situation et accès

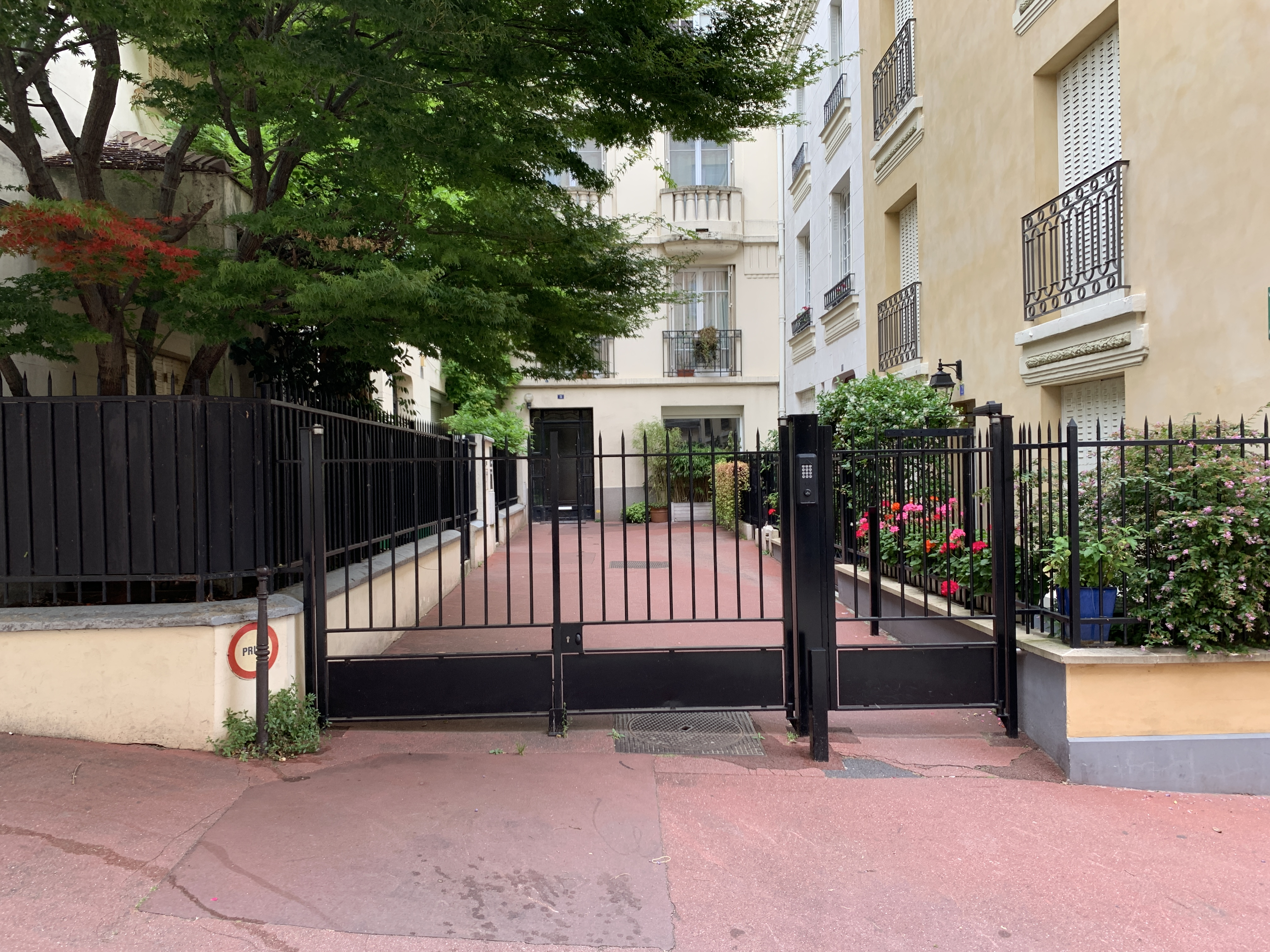
Grille.

Le square Victorien-Sardou est une voie privée située dans le 16e arrondissement de Paris. Il débute au 12 bis, rue Victorien-Sardou et se termine en impasse.
Une grille est installée à l'entrée du square dans la décennie 2010.

## Origine du nom
Il porte le nom de l'auteur dramatique français Victorien Sardou (1831-1908).

## Historique
Cette voie est ouverte sous sa dénomination actuelle en 1927.